# SN 2008cw
SN 2008cw – supernowa typu IIb odkryta 1 czerwca 2008 roku w galaktyce A163238+4127. W momencie odkrycia miała maksymalną jasność 18,50m.